# Agathodes paliscia
Agathodes paliscia là một loài bướm đêm trong họ Crambidae.